# Morlanda (småort)
Morlanda är en bebyggelse på västra Orust nordost om Ellös och strax sydväst om Morlanda kyrka i Morlanda socken i Orusts kommun. Från 2015 till 2023 avgränsade SCB här en småort. Vid avgränsningen 2023 räknades området som del av tätorten Ellös